# Rostock (Schiff, 1977)
Die Rostock war ein Auto- und Eisenbahnfährschiff der Deutschen Reichsbahn auf der Königslinie zwischen Sassnitz und Trelleborg. Heute ist sie unter dem Namen Smyrna di Levante in der Ägäis im Einsatz.

## Geschichte

### Rostock
Im Auftrag des Außenhandelsbetriebs Schiffskommerz der DDR baute die norwegische Werft Bergens Mekaniske Værksteder, Bergen, die damals größte kombinierte Güterfähre. Nach einigen Anpassungen im Juli 1977 nahm sie am 25. Juli 1977 den Betrieb auf der Königslinie für die Deutsche Reichsbahn auf und ersetzte die Stubbenkammer. Da sie ausschließlich für den Transport von Eisenbahngüter- und Lastkraftwagen vorgesehen war,  bot sie Platz für nur 36 Passagiere. Bis 1993 pendelte sie zwischen Saßnitz und Trelleborg.
Ab 1993 gehörte sie zur Deutschen Fährgesellschaft Ostsee und wurde im gleichen Jahr bei Neptun Industries in Rostock und bei der Bremerhavener Lloyd-Werft umgebaut. Dabei wurde am Bug steuerbords eine Seitenrampe zur Beladung des Hauptdecks mit Straßenfahrzeugen eingebaut und die Passagierkapazität auf 400 Personen erhöht.
Von 1994 bis 1998 kam sie auf der neugeschaffenen Fährverbindung Rostock–Trelleborg zum Einsatz. Im Sommer 1998 war sie kurzzeitig zwischen Sassnitz und Rønne im Dienst. Ab 1998 gehörte sie zu Scandlines.

### Star Wind
1999 wurde sie an die Seawind Line, Stockholm, verkauft und in Star Wind umbenannt. Die Heckrampe wurde umgebaut, danach kam sie auf der Strecke Stockholm–Turku zum Einsatz. Von 2002 bis 2005 fuhr sie auf der Strecke Helsinki–Tallinn, danach wieder kurzzeitig zwischen Stockholm und Turku.

### Vironia
Im Oktober 2005 wurde sie an die Euro Shipping, Estland, verkauft. Neuer Name war Vironia, Heimathafen war Tallinn. Von März 2006 bis Oktober 2007 fuhr sie zwischen Sillamäe und Kotka, danach kurzzeitig zwischen Paldiski und Kapellskär.

### Kopernik

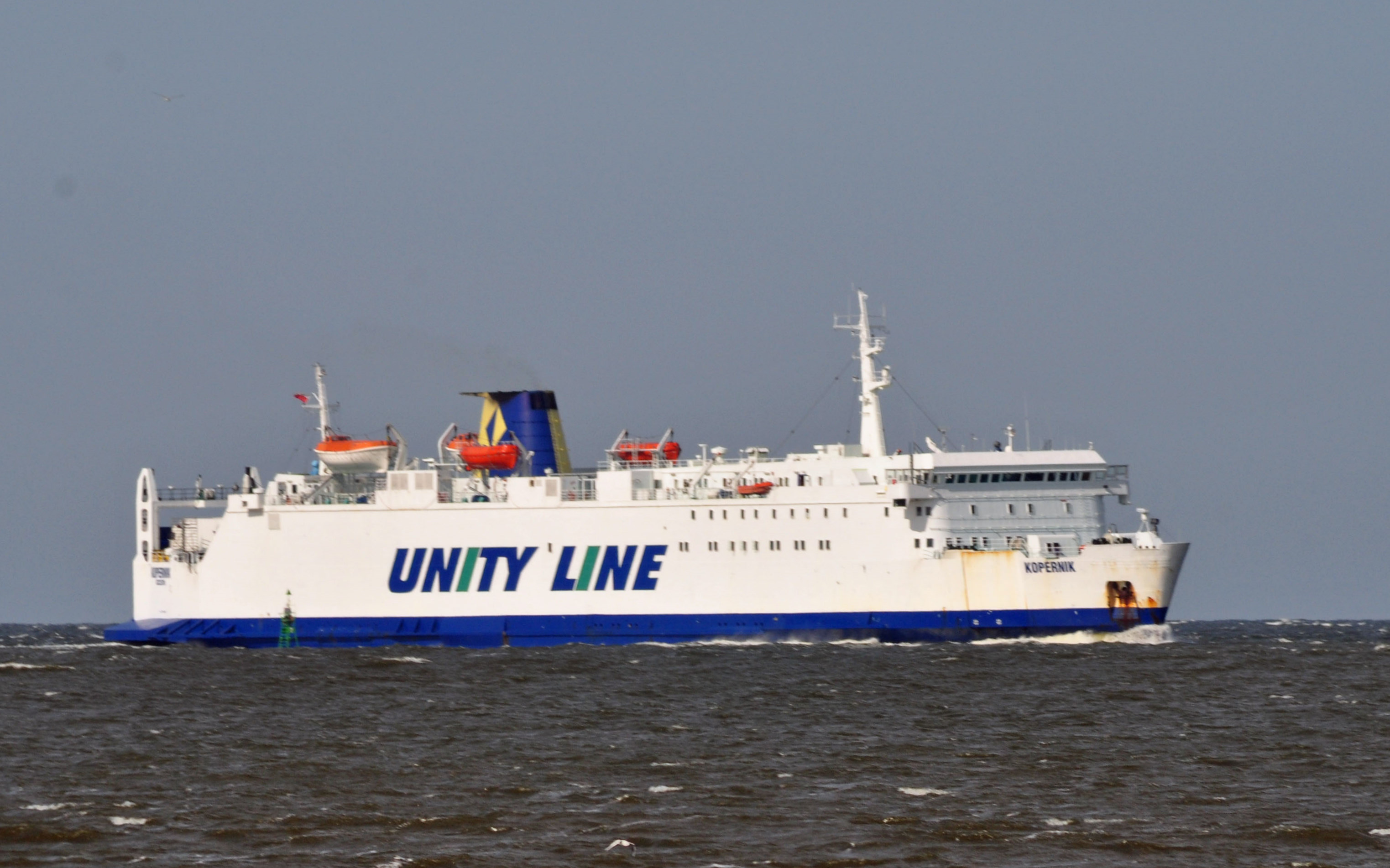
2011 als Kopernik

Im November 2007 wurde das Schiff an die Euroafrica Shipping in Polen verkauft und in Kopernik umbenannt. Nach einem Umbau in Stettin war es vom April 2008 bis zum 27. Februar 2019 für Unity Line zwischen dem polnischen Swinemünde und dem schwedischen Ystad im Einsatz.

### Pern
Ab dem 16. Februar 2019 war das Schiff zum Abbruch bestimmt. Zum 1. April 2019 wurde das Schiff in Pern (Teil von „KoPERNik“) umbenannt und am 12. April auf die Gesellschaft Mediterranean Ships Breaking mit Sitz in Monrovia übertragen.

### Smyrna di Levante
Im Juli 2019 erwarb die Levante Ferries Maritime Company das Schiff, benannte es zum 1. Juli in Smyrna um und brachte es unter die griechische Flagge. Die Bestimmung zum Abbruch wurde widerrufen; sie wurde in einer Werft in Drapetsona bei Piräus umgebaut und modernisiert. Seit dem 10. Oktober 2022 wird sie auf der neu eingerichteten Verbindung zwischen Thessaloniki und Izmir als Smyrna di Levante eingesetzt. Die Fähre bietet nun Platz für etwa 1000 Passagiere, 300 PKW und 55 LKW.
Diese Verbindung wurde im Laufe des Dezembers 2022 wieder eingestellt und die Fähre bis August 2024 in Piräus aufgelegt. Die Relation wurde aus dem Fahrplan der Levante Ferries gestrichen. Seit Mitte August 2024 liegt die Smyrna di Levante vor Anker in Limassol (Zypern).

## Technische Daten
Die Fähre ist 158,42 Meter lang und 21,60 Meter breit. Der Tiefgang beträgt 5,72 Meter, die erreichbare Geschwindigkeit 20 Knoten.   
Im Zuge des letzten Umbaus (2019–2022) wurde die Heckpartie und insbesondere die Heckrampe auf Direktanlegen umgebaut. Somit ist nun die Befahrbarkeit mit Schienenfahrzeugen nicht mehr möglich.

## Trivia
1979 gab die Deutsche Post der DDR zum siebzigjährigen Bestehen der Eisenbahnfährverbindung Saßnitz–Trelleborg eine Sonderbriefmarke in Form eines Zusammendrucks mit einem dazwischenliegenden Zierfeld aus. Die linke Marke ziert dabei ein Bild des Schiffes (auf der rechten Marke ist das Eisenbahnfährschiff Rügen zu sehen).